# 24697 Rastrelli
24697 Rastrelli è un asteroide della fascia principale. Scoperto nel 1990, presenta un'orbita caratterizzata da un semiasse maggiore pari a 2,5240510 UA e da un'eccentricità di 0,1562370, inclinata di 2,50098° rispetto all'eclittica.